# Saponay
Saponay település Franciaországban, Aisne megyében. Lakosainak száma 270 fő (2022. január 1.). Saponay Arcy-Sainte-Restitue, Bruyères-sur-Fère, Cramaille, Fère-en-Tardenois, Loupeigne és Villeneuve-sur-Fère községekkel határos.

## Népesség
A település népessége az elmúlt években az alábbi módon változott:
| Lakosok száma | 252  | 187  | 237  | 260  | 271  | 287  | 289  | 280  | 276  | 270  |
|               | 1968 | 1982 | 1990 | 2006 | 2013 | 2015 | 2017 | 2019 | 2020 | 2022 |